# Jan Luis Castellanos
Jan Luis Castellanos, né le 11 septembre 1995 à Saint-Domingue, est un acteur dominicain.

## Biographie
Jan Luis s’est marié en juillet avec sa compagne Caroline Joude. Il est devenu papa le 27 novembre 2024, d’un petit garçon prénommé Noah Alexandra Castellanos.

## Carrière
En 2018, il est apparaît en tant que personnage secondaire de la série de super-héros Runaways.
De 2021 à 2022, il joue durant deux saisons dans la série télévisée Bridge and Tunnel (en).
En 2024, il incarne le personnage de Truman Quirk dans la comédie américaine d'horreur Saint Clare (en), aux côtés de Bella Thorne. La même année, il joue dans le film américain pour adolescents Uglies, adapté du roman du même nom de Scott Westerfeld, publié en 2005.

## Filmographie

### Cinéma
- 2022 : Tall Girl 2 :  Tommy Torres
- 2024 : Saint Clare (en): Truman Quirk
- 2024 : Uglies de McG : Croy

### Télévision
- 2018 : Runaways : Topher (3 épisodes)
- 2020 : 13 Reasons Why : Diego Torres (10 épisodes)
- 2020 : Acting for a Cause (en) : Tano
- 2020 : Don't Look Deeper : Levi (10 épisodes)
- 2021–2022 : Bridge and Tunnel (en) : Mickey Diaz (12 épisodes)
- 2022 : Breakwater : Jax (10 épisodes)